# パーシヴァル P.74
パーシヴァル P.74
- 用途：輸送ヘリコプター
- 製造者：パーシヴァル（Percival Aircraft Company）
- 生産数：1機

パーシヴァル P.74（Percival P.74、後にHunting Percival P.74）は、1950年代の英国のチップジェットでローターを駆動する技術を基に設計された実験ヘリコプターである。不適当な動力源のために革新的なチップローター構想は失敗し同機は離陸ができず、のちに改良を加えられたが廃棄処分となっている。

## 設計と開発
1951年、パーシヴァル・エアクラフト社はヘリコプター部門を設けP.74という名称の中型ヘリコプターの設計を始めた。この実験ヘリコプターは機首に2座席の操縦席と胴体長一杯を占める大きな客室空間を内包した涙滴型の胴体を持っていた。客室の床下には3本の導出管を通して3枚のブレードの先端から噴出する圧縮空気を生成するネイピア オリックス（Oryx） エンジンを搭載していた。ローターブレードはスクリュージャッキにより作動する後縁のエルロンでピッチ制御を行っていた。通常とは異なるエンジン配置は客室の座席の列を隔てる隔壁内に排気管を通す必要があり、これは予定された乗客に対し望みもしない騒音と熱を与えた。
P.74の試作機（1954年に会社が社名を変更した後にハンティング・パーシヴァル P.74と改称）は1956年の春に完成し軍用登録記号XK889が付与された。最終的な外観は大きく膨れた胴体に小さな"テールコーン"という不恰好なものであった。テールコーンには小径のテールローターを備えていたがチップローターのお陰でトルクの影響が無いためこれは操縦性の向上を目的とした物であった。降着装置は外側に張り出した小翼に付いた4輪で、前輪の2輪は自在方向に操舵した。

## 試験と評価
静止リグに固定しての地上試験が1956年に始まったが、オリックス エンジンは最高出力と最大ガス発生量に達しなかった。動力源に改良が図られたが同機は飛行に失敗し初飛行は中止された。P.74には2名の操縦士用の脱出口の備えがなかったのでこれは幸運なことであったかもしれない。唯一の出入り口は胴体後部左側にあった。主任テストパイロットは薄幸のP.74に関して端的にこう語った。「操縦席の操縦系統、エンジン系統・・・は操縦士の操作というものを全く無視して設計されていた。」
英国のヘリコプター産業が再編成されたときに、より強力なロールス・ロイス RB108 タービン エンジンを装備することや10名の乗客が搭乗できる派生型（P.105）が設計途上であった。P.74の計画は中止され試作機は廃棄処分にされた。
- 乗員：2名
- 搭載量：2列に乗客8名
- 全長：
- 全高：
- 主回転翼直径：15.76 m (53 ft)
- 円板面積：
- 空虚重量：
- 全備重量：3,515 kg (7,750 lb)
- 最大離陸重量：
- 発動機：2 × ネイピア オリックスNo. 1 ガス ジェネレーター、754 shp (563 kW)
- 超過禁止速度：177 km/h (110 mph) 計画値
- 巡航速度：
- 航続距離：
- 搭載燃料：

### 書籍
- Winchester, Jim. The World's Worst Aircraft: From Pioneering Failures to Multimillion Dollar Disasters. London: Amber Books Ltd., 2005. ISBN 1-904687-34-2.